# Божана Лазић
Божана Лазић (Бијељина, 1999) српска је уметница на хармоници. Добитница је више десетина награда и признања на више интернационалних такмичења и манифестација.
Поред композиција написаних за хармонику, репертоар који Божана изводи обухвата и дела писана за друге инструменте и оркестре.

## Биографија
Рођена је 24. маја 1999. године у Бијељини, Босна и Херцеговина. Тренутно је студент четврте године Музичке академије Универзитета у Источном Сарајеву, одсек за хармонику, у класи професора мр Данијеле Газдић.
Основну музичку школу „Корнелије Станковић” у Угљевику, завршила је у класи професора Славише Перића. Добитница је признања ђака генерације у основној и средњој школи (гимназија) и „Похвалнице Фондације Његовог Краљевског Височанства престолонаследника Александра II Карађорђевића и Њеног Краљевског Височанства принцезе Катарине”.
Од првог сусрета са хармоником па до данас, Божана је постигла изузетне резултате и наступала у познатим концертним салама широм света. Постала је члан Оркестра хармоника Алекса Шантић, под руководством наставника Славка Николића, са непуних 7 година и била је члан тог оркестра све до 2019. године. У том периоду наступала је широм света, као солиста и као члан оркестра и камерних састава у преко 300 јавних наступа и концерата у Србији, БиХ, Немачкој, Аустрији, Мађарској, Француској, Русији, Канади, Оману, Чешкој, Словенији, Хрватској, Црној Гори, Македонији, Бугарској и многим другим.
Као члан оркестра хармоника, свирала је на отварању Зимских олимпијских игара у Сочију 2014. године (Русија), наступала је у Златној опери у Мускату (Оман), заједно су освојили Гран при на фестивалу у Јекатеринбургу (Русија) и више пута свирали концерте у Канади. Такође, као члан Оркестра учествовала је на хуманитарној акцији „С љубављу храбрим срцима”, која је  одржана под покровитељством Председника Републике Српске, Жељке Цвијановић.

## Награде и признања (избор)
Добитница је Признања Министарства просвете и културе Републике Српске и Председника Владе Републике Српске. Добитница је две Златне медаље „Филип Вишњић” за опште признати рад и дела која су од посебног значаја за Општину Угљевик. Добитница је Дипломе „Вук Караџић” за постигнуте одличне резултате у образовању.
Укупан број награда које је освојила на интернационалним фестивалима, у области музике, је 92, од којих истиче:
- Прво место на Републичком такмичењу, Бања Лука (БиХ), 2013.
- Прво место на Међународном такмичењу, Минхен (Немачка), 2013.
- Друго место на фестивалу хармонике, Викторија, (Канада), 2015.
- Друго место на Интернационалном такмичењу хармонике, Аустралија, 2021.
- Гран-при на Међународном такмичењу, Јекатеринбург, (Русија), 2015.
- Прво место на Државном такмичењу, Беч (Аустрија), 2016.
- Прво место на Интернационалном фестивалу МехФест, Београд (Србија), 2019.
- Прво место на Интернационалном фестивалу Vivaacordeon, Софија (Бугарска), 2019.
- Прво место на Међународном фестивалу АкордеонАрт, (БиХ), 2021.
- Прво место на Интернационалном фестивалу Ozornye garmony, Белорусија, 2021.